# Family Values Tour 1999
Family Values Tour 1999 — музыкальный тур, проведённый в 1999, который возглавила группа Limp Bizkit. Тур стал вторым в серии Family Values Tour. В туре приняли участие Limp Bizkit, Primus, Staind, Method Man & Redman, Ja Rule, Korn, The Crystal Method, Mobb Deep, Filter и DMX
Во время тура его покинули Mobb Deep и DMX занял их место.
В Филадельфии выступление DMX было отменено в последнюю минуту и, в качестве специального гостя, выступил Run DMC.
Во время этого тура лидер Staind Аарон Льюис, совместно с Фредом Дёрстом из Limp Bizkit, впервые исполнил эмоциональный хит «Outside». Концертная версия этой песни быстро распространилась по эфирам радиостанций ещё до записи в студии для следующего альбома Staind, Break the Cycle. Отрывки из видеозаписи исполнения песни были использованы в видеоклипе на песню «Outside».